# Stoke Edith
Stoke Edith – wieś w Anglii, w hrabstwie Herefordshire. Leży 10 km na wschód od miasta Hereford i 181 km na zachód od Londynu.